# Zygmunt Ogrodowski
Zygmunt Ogrodowski (ur. 1923 r., zm. 1998 r.) – nauczyciel akademicki, malarz, projektant polskiej próbnej monety kolekcjonerskiej „Łódź 1905". 
W latach 1952–1998 był docentem w Państwowej Wyższej Szkole Sztuk Plastycznych w Łodzi. Kierował Katedrą Projektowania Tkaniny, później Katedrą Projektowania Ubioru, na Wydziale Wzornictwa Przemysłowego. W latach 1972–1984 prowadził Pracownię Projektowania Galanterii i Biżuterii.
Był twórcą wszechstronnym, tworzył dzieła malarskie, projektował tkaniny, znaki firmowe, realizował rekwizyty do filmów. W końcu lat 60. XX w. zaprojektował i wykonał łańcuchy rektorskie dla:
- Państwowej Wyższej Szkoły Sztuk Plastycznych,
- Państwowej Wyższej Szkoły Muzycznej,
- Państwowej Wyższej Szkoły Teatralnej i Filmowej
- Wojskowej Akademii Medycznej.

W latach 70. XX w., po reformie administracyjnej, prezydenci i urzędnicy stanu cywilnego występowali w łańcuchach przez niego projektowanych i wykonanych.
W katalogach monet okresu PRL wymieniany jest jako autor rewersu miedzioniklowej, próbnej, 20-złotowej monety kolekcjonerskiej „Łódź 1905" z 1980 r., wybitej w nakładzie 10 020 sztuk, która istnieje również w wersji niklowej. W pierwszej wersji projektu monety upamiętniającej rocznicę rewolucji 1905 r. dłoń w centralnej części trzymała rewolwer. Projekt został jednak zaakceptowany dopiero po zamianie rewolweru na sztandar i w takiej formie wybito go w Mennicy Państwowej w Warszawie.
W większości katalogów monet polskich występuje pod nazwiskiem Ogrodowczyk, jednak na początku lat osiemdziesiątych oficjalnie sprostował nazwisko błędnie wpisane przez urzędnika carskiego w akcie ślubu jego ojca.